# 박영근 (시인)
박영근(朴永根, 1958년 9월 3일 ~ 2006년 5월 11일)은 대한민국의 시인이다. 전라북도 부안군 출생으로 전주고등학교를 수학했다. 부평 박영근 시비에 새겨진 글을 보면 74년 16세에 서울로 상경했다고 한 것으로 보아 고등학교 학력은 사실이 아닌 것으로 보임. 고향은 농촌이고, 민중의 삶이 주체가 된 민중공동체가 그의 안식처로, 대한민국 최초의 노동자 시인이다.

## 생애
시인 박영근은 1980년 군 제대 후 서울로 옮겨 1981년 <말과 힘> 동인지를 발간했다. 이후 구로 3공단 등지에서 노동자 생활을 하다가 1981년 《반시》(反詩) 6집에 시 '수유리에서' 등을 발표하면서 작품 활동을 시작했다. 그 뒤 박노해와 백무산, 이소리, 김해화, 김기홍 등 노동자 출신 시인들의 출현을 몰고 왔고, 1980년대 민족민중문학의 주체 논쟁의 한복판에서 노동시와 민중시의 상징으로 자리잡았다.
1984년 '민중문화운동협의회' 창립회원과 '자유실천문인협의회' 재창립 회원으로 참여해 활발한 민중민족문화운동을 벌이다가 1985년 가을 미술동인 '두렁'의 성효숙과 삶의 터를 인천으로 옮겼다.
1993년 세 번째 시집 《김미순 전(傳)》(실천문학사)으로 1994년 제12회 '신동엽창작기금'을 받았다. 그는 "노동자가 주인공이 되는 시만 쓰겠다는 생각은 없다. 노동자의 눈으로 세상을 보는 것이 중요하다. 앞으로는 시적 통찰력이 담긴, 예술적으로도 완성도 높은 시를 써나가고 싶다"고 말했다.
그 뒤 시인은 민족문학작가회의 인천지회 부회장과 인천민예총 사무국장, 인천민예총 부지회장, 2004년 민족문학작가회의 시분과위원장 등을 맡았고, 숨을 거두기 직전까지도 (사)민족문학작가회의 이사를 맡고 있었다.
시인은 민중가요 솔아 솔아 푸르른 솔아(안치환 작곡)의 원작시인이다.
"부르네 물억새 마다 엉키던/ (중략)/ 솔아 솔아 푸른 솔아/ 샛바람에 떨지 마라/ 어널널 상사뒤/ 어여뒤여 상사뒤/ (후략)" (시집 《취업공고판앞에서》에 실린 '솔아 솔아 푸르른 솔아 -백제(百濟). 6')

노동 현장의 체험을 담은 시들을 구호 보다는 서정으로 표현하면서 노동의 현실을 고민했던 시인이었다.
2006년 5월 3일 뇌수막염으로 인천의료원에서 투병 중 상태가 악화돼 서울 백병원으로 급히 옮겼으나, 5월 11일 오후 8시40분 결핵성 뇌수막염과 패혈증으로 47세의 나이로 세상을 떠났다. 민족문학작가회의는 66명 규모의 장례위원회를 구성, '시인장'으로 치르고, 경기도 안성가족묘지에 안장했다.

## 증언
"가다가 가다가/ 울다가 일어서다가/ 만나는 작은 빛들을/ 詩라고 부르고 싶다.(중략)/ 때때로 스스로의 맨살을 물어뜯는/ 외로움 속에서 그러나/ 아주 겸손하게 작은 목소리로/ 부끄럽게 부르는 이름을/ 詩라고 부르고 싶다. (1984년 첫 시집 《취업공고판 앞에서》에 수록된 <서시>)"
1990년대 말 논술학원 교사 채용시험을 봤다. 그러나 4권의 시집을 냈고, '신동엽창작기금'까지 탄 그에게 학원에서는 '대학 졸업장을 가져오라', '모파상에 대해 써보라'고 주문을 했다고 한다.
친구인 신현수(시인)은 '박영근'이라는 시에 이렇게 썼다. "시험보고 와서/ 술을 먹는데/ 영근이는 눈물 글썽이며/ 자존심 때문에 졸업장 없다는 말은 못하고/ 문학단체 일을 해야 하기 때문에/ 안되겠다고 했단다./ 세상이여 제발/ 내 친구 영근이에게/ 예의를 지켜라."
시인이 논술을 가르치겠

## 경력
- 1984년 민중문화운동협의회의 회원
- 1987년~1989년 '민중문화운동연합' 회원
- 1994년 제12회 '신동엽창작기금' 수혜
- 1998년~2000년 '민족문학작가회의' 인천지회 부회장
- 2000년~2001년 '인천민예총' 사무국장
- 2003년 제5회 '백석문학상' 수상
- 2002년~2005년 '인천민예총' 부지회장
- 2004년~2005년 '민족문학작가회의' 시분과위원장
- 2002년~2006년 '민족문학작가회의' 이사

## 작품
- 1984년 산문집 《공장옥상에 올라》(풀빛)
- 1984년 첫 시집 《취업공고판 앞에서》(청사)
- 1987년 두 번째 시집 《대열》(풀빛)
- 1993년 세 번째 시집 《김미순 전(傳)》(실천문학사)
- 1997년 네 번째 시집 《지금도 그 별은 눈뜨는가》(창비)
- 2002년 다섯 번째 시집 《저 꽃이 불편하다》(창비)
- 2004년 《오늘, 나는 시의 숲길을 걷는다》(실천문학사)
- 2007년 유고시집 《별자리에 누워 흘러가다》(창비)
- 2009년 첫 시선집 《솔아푸른솔아》(강)

## 사후 기념
미투

### 박영근 작품상 반납한 조성웅 "조혜영 시인의 '미투', 외면할 수 없었다"-오마이
고 박영근 시인 사후, 시 '미투' 발표로 사건 알려져... 조성웅 시인, 지난 10일 상 반납 입장문 24.09.24
조혜영 시인도 가진 것 없는 노동 시인.  자기보다 어리고 힘없는 후배 노동 시인에게 사후 미투 당함. 판단은 독자가.  

#### 미투
조혜영
석바위 사거리 수(水)다방에서
하룻밤만 자주면 문단에 데뷔시켜주겠다며
성 상납을 요구하던 사람
유명한 문예지에 작품을 실어주고
등단시켜 시인으로 만들어주겠다며
돈 2백만 원을 요구한 유명했던 노동 시인

그 유명했던 시인은 세상을 떠난 지 오래
여전히 그를 기억하고
그의 문학을 연구하고
그의 문학상을 만들어 후배들을 양성하고
양지바른 공원에 시비를 세워
해마다 그를 기념하는 행사가 진행된다
꽃다발을 들고 시비 앞에 줄지어 서서
활짝 웃는 많은 문인을 본다

그를 알았거나 알지 못했거나 가리지 않고
그의 시비 앞에 모여 묵념하고
시대의 진정한 노동자 시인이라 칭하며
임을 위한 행진곡을 부른다
그의 시로 만든 노동가를 목청껏 부른다
그의 시와 문학을 연구하는
새파란 젊은 대학원생도
그의 시비 앞에 머리를 숙인다

나는 그의 시비 앞에 차마 침을 뱉을 수 없어
나는 그의 사후 미투를 한다
나는 그의 기일마다 유별나게 흥분을 감추지 못해
나는 해마다 그를 고발한다
- 시집 『그 길이 불편하다』, 푸른사상, 2024   

### 시비
2012년 9월 1일 인천시 부평구 신트리 공원에 시비가 세워졌다. 자연석(보령 오석)으로 앞면에는 시인의 시  두 줄이 인용된  “솔아 푸른 솔아” 원문이 육필로 새겨졌고, 뒷면에는 선후배 문인들로 구성된 ‘박영근 시인을 추모하는 사람들’을 주축으로 한 시비건립위원회에서 쓴 건립문이 새겨져 있다.
시인이 서둘러 먼 길 떠난 뒤 그의 빈자리가 주는 씁쓸함을 달랠 길 없던 벗들이, 생전에 시인이 틈틈이 찾아와 거닐곤 하던 이곳에 시비를 세우니, 시인이 남기고 간 빼어난 시편들과 올곧은 시 정신이 길이 기억되기를 바란다.— 2012년 9월 시비 건립문